# Виченца (округ)
Округ Виченца (итал. Provincia di Vicenza) је округ у оквиру покрајине Венето у североисточној Италији. Седиште округа покрајине и највеће градско насеље је истоимени град Виченца.
Површина округа је 2.723 км², а број становника 857.476 (2008. године).

## Природне одлике
Округ Виченца се налази у северном делу државе, без излаза на море. Јужна половина округа је равничарског карактера, у области Падске низије. Северни део чине нише планине предалпског појаса, тзв. Доломити. Ту се налази и клисура реке Бренте, која је најважнији водоток у округу.

## Становништво
По последњим проценама из 2008. године у округу Виченца живи више више од 850.000 становника. Густина насељености је изузетно велика, близу 300 ст/км². Посебно је густо насељено подручје око града Виченце.
Поред претежног италијанског становништва у округу живе и велики број досељеника из свих делова света.

## Општине и насеља
У округу Виченца постоји 121 општина (итал. Comuni).
Најважније градско насеље и седиште округа је град Виченца (114.000 становника), која са предграђима окупља више од трећине окружног становништва. Други по величини град је Басано дел Грапа (42.000 ст.) на североистоку округа, а трећи град Скио (39.000 ст.) на северозападу.